# Eskild Ebbesen
Eskild Ebbesen   (Silkeborg, 27 de maig de 1972) és un remador danès, guanyador de cinc medalles olímpiques en cinc Jocs Olímpics consecutius.

## Carrera esportiva
Va participar, als 24 anys, en els Jocs Olímpics d'Estiu de 1996 realitzats a Atlanta (Estats Units), on aconseguí guanyar la medalla d'or en la prova masculina de quatre sense timoner lleuger. En els Jocs Olímpics d'Estiu de 2000 realitzats a Sydney (Austràlia) aconseguí la medalla de bronze en aquesta mateixa competició, metall que tornà a ser daurat en els Jocs Olímpics d'Estiu de 2004 realitzats a Atenes (Grècia). En els Jocs Olímpics d'Estiu de 2008 realitzats a Pequín (Xina) tornà a obtenir l'or olímpic, i en els Jocs Olímpics d'Estiu de 2012 celebrats a Londres (Regne Unit) aconseguí la seva cinquena medalla olímpica, en aquesta ocasió la medalla de bronze.
Al llarg de la seva carrera ha guanyat nou medalles en el Campionat del Món de rem, entre elles sis medalles d'or.
Retirat en acabar el Jocs de Londres del 2012, l'any següent va rebre la Medalla Thomas Keller, la màxima condecoració en rem.
El 1998 i 2004 va ser nomenat Esportista Danès de l'Any. El 2017 va ser inclòs al Saló de la Fama dels Esports Danesos.